# 록맨 X4
《록맨 X4》(Mega Man X4)는 캡콤이 만든 액션게임 록맨 X의 4번째 작품이다. 록맨X 시리즈로는 최초로 세가 새턴, 플레이 스테이션으로 나왔다.(록맨 X3가 나오긴 했으나 부분이식이므로 제외.) 후에는 PC로 나오기도 했다. 슈퍼 패미콤과는 비교가 불가하는 엄청난 그래픽과 애니메이션 동영상으로 인기를 끌었다. 다른 X시리즈와 달리 난이도가 낮아 대중성에도 한 몫을 하기도 했다.

## 시스템
전작에서는 제로의 플레이가 제한적이었으나 이번작부터는 제로가 정식으로 플레이 가능해졌다. 그리고 전작까지 서브탱크가 4개였으나 이번작에선 3개로 줄였다. 세부적으로는 E탱크 2개 W탱크 1개.

## 스토리
레프리로이드 만의 군대인 레프리포스 이레귤러 헌터와 협력하는 군대이나 레프리포스의 총대장인 제너럴이 시그마의 권유를 받은 후 얼마가지 않아 쿠데타를 일으킨다. 그리고 엑스와 제로는 레프리포스와 싸우기 위해 또 다시 출격한다.

## 등장인물
- 커넬 CV:야마노이 진

레플리포스의 사령관으로 아이리스의 오빠. 제로의 라이벌로 제로처럼 세이버를 사용한다. 엑스 시나리오에서는 4명의 보스 클리어 후에 배틀. 어째서인지 제로 시나리오 부분에서는 배틀하지 않고, 건너 뛴다. 엑스/제로 8보스 모두 쓰러뜨린 뒤에 배틀. 약점은 X: 프로스트 타워, Z: 빙열참
- 아이리스: 제로 시나리오에 등장. 커넬의 여동생이다. 스카이 라군에서 자신을 구해준 일로 제로에게 고마움을 느끼고 있다.
- 더블: 엑스 시나리오에 등장. 엑스의 오퍼레이터가 된다. 뚱뚱하고 어리숙해 보이나 그의 진짜 정체는 시그마의 스파이로, 훗날 엑스를 공격한다.
- 제너럴

- 시그마: 사신으로 가장한 그는 제너럴을 조종하여 파이널 웨폰을 가동하는데 성공했으나 계획은 또 실패하고 말았다.

## 파츠와 라이드아머
X4의 아머는 완성도 높기로 유명하다. 아머는 록맨 X5까지도 사용이 가능하지만 능력이 제한되어 있다.(기가 어택인 노바 스트라이크가 삭제되었으며, 풀 차지 플라즈마 버스터가 적을 관통하며 남기는 플라즈마 구체의 수가 1개로 줄었다. 원래는 3개까지 남긴다.)
아머의 이름은 시리즈마다 다른데, x4는 포스아머(Fourth Armor)와 숨겨진 아머인 얼티메이트 아머(Ultimate Armor)이다.(얼티밋 아머가 좀 더 널리 쓰인다. 물론 발음의 차이이니 어떻게 명명하든 취향의 자유다.)
사람들이 포스아머를 Force Armor로 인식하고 있는데 이게 아니라 Fourth Armor(4th Armor)가 맞는 표기이다.
얼티메이트 아머는 x4부터 숨겨진 아머로 등장한다.
풋 파츠: 공중대쉬(에어대쉬)가 가능해진다. 정글 초반에서 얻을 수 있다.
헤드 파츠: 보스에게 얻은 웨폰의 사용이 무제한이 된다(단,웨폰을 차지해서 쏘면 게이지가 닳는다).
암 파츠:스톡 차지 샷: 4개의 차지 샷을 모은다. 한개씩 쏘며 4개를 다 쓰며 쓰는 도중이라도 충전할 수 있다. 관통이 되지 않는다.
플라즈마 차지 샷: 강력한 플라즈마로 된 버스터를 쏜다. 데미지가 상당하며 플라즈마 샷이 지나간 자리에 플라즈마 구(球)가 생겨 추가 데미지를 줄 수 있다.
바디 파츠: 데미지를 두배로 줄여준다. 아머를 모두 모으면 노바스트라이크를 쓸 수 있다.
울티메이트 아머는 다 모았을 때에 노바 스트라이크(또는 기가어택)를 무한으로 쓸 수 있는 것을 빼고는 포스아머와 동일하다.
라이드 아머 이글: 공중형 라이드아머로 무한 활공이 가능. 원거리 공격형으로 차지 호밍샷을 쓸 수 있다.
라이드 아머 리든: 지상형 라이드아머로 용암에서도 움직일 수 있다. 근접형으로 차지 세이버를 쓸 수 있다. 파손된 기차의 겉부분을 부술 수 있다.

## 록맨 X4의 8 보스 일람
웹 스파이더스(Web Spidus)/웹 스파이더(Web Spider)
거미 형태의 레프리로이드로 이명은 '밀림의 게릴라 커맨더'. 정글 스테이지 도중에 엑스의 포스 아머 레그 파츠 획득 가능. 약점은 엑스 한정으로 슬래쉬 비스트레오의 트윈 슬래셔. 맞으면 거미줄이 끊어지는 현상을 볼 수 있다. 제로 한정으로는 딱히 약점은 없고, 제트 세이버 난사나 용염인을 사용 추천하는게 좋다.
무기
- 엑스:라이트닝 웹(Lightening Web) - 빛나는 전기 속성의 거미줄을 발사한다. 짧은 시간동안 잠시나마 남아있으며, 벽에 붙어 벽처럼 탈 수 있다. 차지 시 여러 개의 큰 거미줄이 생성된다.
- 제로:뇌신격(雷神擊) - 전기가 흐르는 세이버를 앞으로 뻗어 적을 찌른다.

프로스트 키바토도스(Frost Kibatodos)/프로스트 웰러스(Frost Walrus)
바다코끼리 형태의 레프리로이드로 이명은 '북극의 날뛰는 사내'. 중간보스 아이자도가 등장하여 얼음을 이용하여 다양한 모습으로 변화하는 능력을 가졌고 역시 얼음 속성처럼 마그마드 드라군의 기술로 쉽게 클리어 가능. 약점은 마그마드 드라군한테 배운 라이징 파이어(X), 용염인(Z)으로 맞추면 불꽃에 휩싸이면서 상아와 어깨의 얼음이 녹고 벽쪽으로 밀려난다.
- 엑스:프로스트 타워(Frost Tower) - 뾰족한 얼음덩어리를 생성하며, 얼음 안에 숨어 방패로 사용할 수 있다. 차지 시 10개의 얼음덩어리를 생성하며, 1개 - 2개 - 3개 - 4개 순으로 생성한다.
- 제로:빙열참(氷烈斬) - 공중에서 얼음의 세이버로 공중에서 하강하여 아래의 적을 찌른다.

스피릿 머쉬룸(Split Mushroom)
이명은 '마성의 소악마'. 약점은 라이트닝 웹, 뇌신격.
- 엑스:소울 바디(Soul Body) - 엑스 앞에 엑스의 그림자를 생성하여 데미지를 준다. 차지 시 일정시간 동안 카피엑스를 소환한다. 카피엑스 소환 시 본체와 카피엑스 모두 데미지를 받지 않는다.
- 제로:공원무(空円舞) - 더블점프가 가능해지며, 점프시 공중에서의 공격이 회전 베기로 바뀐다. 명명하길 공원참(空円斬).

마그마드 드라군(Magmard Dragoon)/마그마 드라군(Magma Dragoon)
이명은 '폭염의 무투가'. 원래는 헌터 베이스 소속이었으나 배신하여 시그마편에 든다 자사 게임 스트리트 파이터의 고우키를 모티브로 만들어졌다. 약점은 더블 사이클론, 뇌신격.
- 엑스:라이징 파이어(Rising Fire) - 위쪽으로 화염을 날린다. 차지 시 전신이 화염에 휩쓸려 승룡권을 시전한다.
- 제로:용염인(龍炎刃) - 화염의 세이버로 수직으로 뛰어오르며 적을 올려벤다.

제트 스팅렌(Jet Stingren)/제트 스팅레이(Jet Stingrey)
이명은 '아쿠아 디스트로이어(바다의 파괴자)'. 가오리 형태의 레프리로이드로 레플리포스 해군 소속. 첫 번째 스테이지부터 보스전까지는 라이드 체이셔를 타고 진행하는데 속도가 워낙 빨라서 컨트롤을 잘해야 하는 스테이지. 첫 번째 스테이지에서 라이프업, 두 번째 스테이지에서는 E탱크를 획득 가능. 약점은 프로스트 키바토도스의 프로스트 타워(X), 빙열참(Z)을 먹이면 몸이 얼어버린다.
- 엑스:그라운드 헌터(Ground Hunter) - 땅 위를 이동하는 가오리 메카를 발사한다. 방향키로 가오리를 수직으로 발사할 수 있다. 차지 시 일직선으로 큰 가오리를 발사한다.
- 제로:비연각(飛燕脚) - 에어대쉬가 가능.

사이버 쿠재커(Cyber Kujacker )/사이버 피코크(Cyber Peacock)
이명은 '네트워크 가디언(네트워크 수호자)'. 약점은 소울 바디, 용염인.
- 엑스:에이밍 레이저(Aiming Laser) - 초점으로 목표물을 잡아 레이저를 발사하며, 초점은 위치변화가 가능. 차지 시 일정시간 동안 전방으로 넓은 범위의 레이저를 발사하며, 역시 위치조종이 가능.
- 제로:낙봉파(落鳳破) - 전체공격이며, 공작 날개 모양으로 뻗어나가는 에너지탄을 발사한다. 제로의 무기 중 유일하게 에너지를 소모하고, 데미지를 입을 때마다 에너지가 상승한다.(기가 어택 커맨드로 시전. 즉 제로의 기가어택이다.)

스톰 후쿠로울(Storm Fukurowl)/스톰 아울(Storm Owl)
부엉이 형태의 레프리로이드로 이명은 '대공의 참모장' 약점은 에이밍 레이저(X), 낙봉파(Z)
- 엑스:더블 사이클론(Double Cyclone) - 양손에서 2개의 녹색 구(球)를 발사하여 양쪽으로 쏜다. 차지 시 양손에서 회오리 모양으로 발사한다.
- 제로:천공패(天空覇) - 제트 세이버의 공격력이 향상 되어 적들의 에너지탄을 벨 수 있다. 색깔은 보라색으로 변한다.

슬래쉬 비스트레오(Slash Beastleo)/슬래쉬 비스트(Slash Beast)
사자 형태의 레프리로이드로 이명은 '철의 파괴왕'. 약점은 엑스 한정으로 제트 스팅렌의 그라운드 헌터. 맞으면 손톱이 부러진다. 제로는 뇌신격이지만, 역시 제트 세이버로 그냥 공격하는게 이롭다.
- 엑스:트윈 슬레셔(Twin Slasher) - 두 개의 날카로운 기를 위아래로 발사. 차지 시 매우 넓은 범위로 빠르게 발사. 엑스의 포스 아머 보디 파츠 획득 가능 기술.
- 제로:질풍아(疾風牙) - 대쉬 중 적을 세이버로 빠르게 벤다.

## 비기
PC
울티메이트 아머: 라이트 박사가 만든 궁극의 아머로 사상 최강의 아머다. 기본기는 포스아머와 같으나 노바 스트라이크를 무한으로 쓸 수 있다는 점에서 굉장한 위력이다.
블랙 제로: 제로의 색깔이 검은색으로 바뀐다. 록맨x4에서는 일반제로와 차이가 없다.
방향키 아래+엑스 선택=특정 아머의 한 파츠를 얻으면 울티메이트 아머가 완성된다.
방향키 위+제로 선택=블랙제로가 된다.
PS1
얼티밋 엑스 와 블랙제로 선택법이다. PC판은 손쉽게, 위로 누르면서 시작하거나, 아래로 누르면서 시작하면 되는데 플스판은 좀 까다로운 편이다.
일어판은
얼티밋 엑스 : 캐릭터 선택시 엑스에 커서를 맞추고 X버튼을 2회 누르고나서 왼쪽방향키를
6회 누른 다음 L1, R2 버튼을 누르면서 스타트버튼으로 스타트
블랙제로 : 캐릭터 선택시 제로에 커서를 맞추고 R1 버튼을 누르면서 오른쪽 방향키를 6회 누른다음,
누르고 있던 R1을 떼고, X버튼을 누르면서 스타트버튼으로 스타트
북미판은
얼티밋 엑스 : 캐릭터 선택시 엑스에 커서를 맞추고 O버튼을 2회 누르고 나서 왼쪽방향키를
6회 누른 다음 L1, R2 버튼을 누르면서 스타트버튼으로 스타트
블랙제로 : 캐릭터 선택시 제로에 커서를 맞추고 R1 버튼을 누르면서 오른쪽 방향키를 6회 누른 다음, 누르고 있던 R1을 떼고, O버튼을 누르면서 스타트버튼으로 스타트

## 평가
| 평가 |                        |
| --- | ---------------------- |
| 평론 점수 평론사 점수 EGM SAT: 8.25/10 [ 4 ] 패미츠 25/40 [ 5 ] 게임팬 SAT: 88/100 [ 6 ] 게임프로 (4.75/5) [ 7 ] 게임스팟 PS: 7.0/10 [ 8 ] SAT: 6.8/10 [ 9 ] IGN PS: 7/10 [ 10 ] PSM PS: [ 11 ] Next Generation [ 12 ] Saturn Power SAT: 80% [ 13 ] Sega Saturn Magazine SAT: 91% [ 14 ] Computer Games Magazine PC: [ 15 ] |                        |
| 평론 점수 |                        |
| 평론사 | 점수                   |
| EGM | SAT: 8.25/10           |
| 패미츠 | 25/40                  |
| 게임팬 | SAT: 88/100            |
| 게임프로 | (4.75/5)               |
| 게임스팟 | PS: 7.0/10 SAT: 6.8/10 |
| IGN | PS: 7/10               |
| PSM | PS:                    |
| Next Generation | [ 12 ]                 |
| Saturn Power | SAT: 80%               |
| Sega Saturn Magazine | SAT: 91%               |
| Computer Games Magazine | PC:                    |